# Morska Graniczna Placówka Kontrolna Szczecin
Graniczna Placówka Kontrolna Szczecin-Port – nieistniejący obecnie pododdział Wojsk Ochrony Pogranicza wykonujący kontrolę graniczną osób, towarów i środków transportu bezpośrednio w przejściach granicznych na granicy morskiej.

Graniczna Placówka Kontrolna Straży Granicznej w Szczecinie-Porcie – nieistniejąca obecnie graniczna jednostka organizacyjna Straży Granicznej wykonująca kontrolę graniczną osób, towarów i środków transportu bezpośrednio w przejściach granicznych na granicy morskiej.

## Formowanie i zmiany organizacyjne
W październiku 1945, Naczelny Dowódca Wojska Polskiego nakazywał sformować na granicy 51 przejściowych punktów kontrolnych.
Graniczna Placówka Kontrolna Szczecin powstała w 1945 jako Przejściowy Punkt Kontrolny Szczecin (PPK Szczecin) – portowy III kategorii o etacie nr 8/12 . Obsada PPK składała się z 10 żołnierzy i 1 pracownika cywilnego.
24 kwietnia 1948 nastąpiła kolejna reorganizacja Wojsk Ochrony Pogranicza. Oddziały WOP przeformowano w brygady ochrony pogranicza, a GPK WOP Szczecin-portowy przenianowano na Graniczną Placówkę Kontrolną nr 14 „Szczecin” (morska) i włączona w struktury 8 Brygady Ochrony Pogranicza .
1 lipca 1965 WOP podporządkowano Ministerstwu Obrony Narodowej, Dowództwo WOP przeformowano na Szefostwo WOP z podległością Głównemu Inspektoratowi Obrony Terytorialnej. Do Ministerstwa Spraw Wewnętrznych odeszła cała kontrola ruchu granicznego oraz ochrona GPK. Tym samym naruszono jednolity system ochrony granicy państwowej. Jesienią 1965 GPK Szczecin-Port weszła w podporządkowanie Wydziału Kontroli Ruchu Granicznego Komendy Wojewódzkiej Milicji Obywatelskiej, kontrolę graniczną wykonywali funkcjonariusze Milicji Obywatelskiej podlegli MSW.
1 października 1971 WOP został podporządkowany pod względem operacyjnym, a od 1 stycznia 1972 pod względem gospodarczym MSW. Do WOP powrócił cały pion kontroli ruchu granicznego wraz z przejściami. Przywrócono jednolity system ochrony granicy państwowej. GPK Szczecin-Port podlegała bezpośrednio pod sztab Pomorskiej Brygady WOP w Szczecinie i tak funkcjonowała do 15 maja 1991.
Straż Graniczna:
Po rozwiązaniu Wojsk Ochrony Pogranicza, 16 maja 1991 Graniczna Placówka Kontrolna Szczecin-Port weszła w podporządkowanie Pomorskiego Oddziału Straży Granicznej i przyjęła nazwę Graniczna Placówka Kontrolna Straży Granicznej w Szczecinie-Porcie (GPK SG w Szczecinie-Porcie).
Jako Graniczna Placówka Kontrolna Straży Granicznej w Szczecinie-Porcie funkcjonowała do 23 sierpnia 2005 i 24 sierpnia 2005 Ustawą z 22 kwietnia 2005 O zmianie ustawy o Straży Granicznej... została przekształcona na Placówkę Straży Granicznej w Szczecinie-Porcie (PSG w Szczecinie-Porcie).

## Ochrona granicy

### Podległe przejście graniczne
- Szczecin – morskie.

## Dowódcy/komendanci granicznej placówki kontrolnej
- kpt. Tadeusz Praksmajer (był w 10.1946)[c].
- kpt./mjr Aleksander Żywiecki (od 1948)[10]
- kpt. Longin Wasilewicz[10]
- kpt. Roman Sokólski[10]
- mjr Marian Żarkowski[10]
- mjr Stanisław Skowron[10]
- ppłk/płk Mieczysław Moch[10] (15.10.1965–05.09.1972)[11]
- ppłk/płk Wacław Urban[10] (01.04.1973–22.12.1977)[12]
- mjr Stanisław Głąb[10]
- mjr Kazimierz Sporek[10]
- ppłk Stefan Gorzelak[10]
- mjr Andrzej Grabowski[10]
- ppłk Zenon Wydra[10] (11.01.1990–był 31.07.1990)[13].

Komendanci GPK SG:
- Ryszard Draus
- Zbigniew Bartoszewicz
- Grzegorz Borowik
- ppłk SG Piotr Nowak (01.08.2001–23.08.2005).